# 北京市外地罪犯遣送处
北京市外地罪犯遣送处，又称北京市天河监狱，是隶属于中华人民共和国北京市监狱管理局的一所监狱。现该监狱坐落在北京市大兴区天堂河境内，是北京市关押并遣送非北京籍罪犯的监狱。

## 沿革
该监狱于1995年7月10日建于北京市监狱管理局清河分局，1999年8月在大兴县团河地区重新组建，2000年11月11日搬迁至大兴县天堂河地区。

## 医疗及服务设施
该监狱设有北京市外地罪犯遣送处医院。